# Mogrovejo
Pour les articles homonymes, voir Mogrovejo (homonymie).
Mogrovejo est une localité de la commune de Camaleño dans la communauté autonome de Cantabrie, au cœur des Pics d'Europe en Espagne. Jusqu'au XIIIe siècle, cette localité apparaît dans les documents sous le nom de Luarna, nom qu'elle emprunte à une ancienne famille à laquelle appartenait Saint Toribio de Mogrovejo. Le Dictionnaire Madoz précise que la localité de Mogrovejo comprenait huit quartiers ou bourgades, qui sont actuellement des entités de population indépendantes : Mogrovejo, Redo (es), Los Llanos (es), Bárcena (es), Besoy (es), Sebrango (es), Llaves (es) et Vallejo (es).

## Géographie
Située à 460 m d'altitude, elle est perchée sur un plateau au pied du massif d'Ándara (es) ou Massif Oriental et distante de 4 km de la capitale municipale, Camaleño.

## Toponymie
Selon Julián Aydillo San Martín, Mogrovejo viendrait de mogro, parfois écrit morgo ou molgor, « au-dessus du moulin », de mol, variante régionale asturienne de molino en castillan, « moulin », et de vejo, « rocher » et signifierait donc « le rocher au-dessus du moulin ».

## Histoire

### Les comtes de Mogrovejo
La tour de Mogrovejo et la demeure qui lui est rattachée, surplombant le village de Mogrovejo, témoignent de la domination seigneuriale exercée au Moyen Âge sur la localité par les Comtes de Mogrovejo, également appelés Seigneurs de Mogrovejo, une des plus anciennes et illustres familles nobles de la Cantabrie.

### La bataille de Covadonga
Le plus ancien membre dont on possède des informations, seulement appelé Seigneur de Mogrovejo, était porte-drapeau de Pélage le Conquérant, Roi des Asturies, et accompagna celui-ci lors de la bataille de Covadonga, gagnée en 722 par les espagnols et considérée comme le point de départ de la Reconquista de la Péninsule ibérique sur les Arabes. L'historien Pinelo assure que l'étandard victorieux de cette bataille avait été conservé dans l'église de Mogrovejo, jusqu'à sa disparition lors d'un incendie.
Selon les chroniques anciennes, à proximité de Mogrovejo, près des rives de la rivière Deva, se trouve le Mont Subiedes (es), où un éboulement de terrain aurait écrasé de manière miraculeuse les arabes qui fuyaient de la Bataille de Covadonga, faisant périr des milliers d'entre eux sous les roches.
La tour de Mogrovejo conserve quelques inscriptions, dont deux concernant la bataille de Covadonga, qui témoignent de ces événements :
« Soy Mogrovejo el guerrero
Que venció la gran batalla
De Tarif y su canalla,
Según texto verdadero. »
« Je suis Mogrovejo le guerrier
Qui a vaincu dans la grande bataille
De Tarif et sa canaille
Selon un texte véridique »
« Subiedes, peña fragosa,
Sobre los moros cayó.
Y a los cristianos libró :
¡ Ved qué cosa milagrosa »
« Subiedes, rocher accidenté
Sur les Maures s'écroula
Et les chrétiens libéra :
Voyez quelle chose merveilleuse ! »

Un autre récit historique de cet épisode de la guerre arabo-asturienne, tiré de la Chronique d'Albelda de l'an 883, explique en latin :
« Tunc etiam qui remanserunt gladio de ipsa oste Sarracenorum in Libana monte ruente iudicio Dei opprimuntur et Astororum regnum diuina prouidentia exoritur. »

« Alors, ceux de cette armée de Sarrazins qui avaient survécu à l'épée furent anéantis par la montagne de Liébana qui s'écrasa sur eux par la justice de Dieu, et le royaume des Asturiens se leva grâce à la divine providence. »

### Construction du château
L'origine de la construction de la tour du château est attribuée à Pedro Ruiz de Mogrovejo. En 1284, le roi Sancho IV de Castille octroie aux enfants de Pedro Ruiz de Mogrovejo le monastère de San Martín de Mogrovejo.

## Blasons
Le blason de la famille Mogrovejo représente une tour d'argent parfois sur trois gradins, avec deux lions dressés sur la tour, surmonté de trois lys d'or, bordé de gueules avec huit tau d'or (croix de saint Antoine). En 1395, la famille Mongrovejo se lie avec la famille Lasso de la Vega dont le blason représente un champ sans culture, une bordure et la devise « Ave María Gratia Plena » (« Ave Marie pleine de grâce »). Depuis lors, les deux blasons sont unis.
Le blason des Mogrovejo a changé à mesure que la famille se liait avec d'autres lignées nobles, se divisant alors en quatre parties, avec séparations horizontales et verticales (écartelé), ou avec séparations en diagonale (écartelé en sautoir). Demeurent dans trois quartiers la tour d'argent, les trois fleurs de lys d'or et le lion d'or, auxquels s'ajoute un serpent d'argent dans le quatrième quartier.

## Démographie
En 2008, Mogrovejo comptait 44 habitants.

## Patrimoine

### Constructions

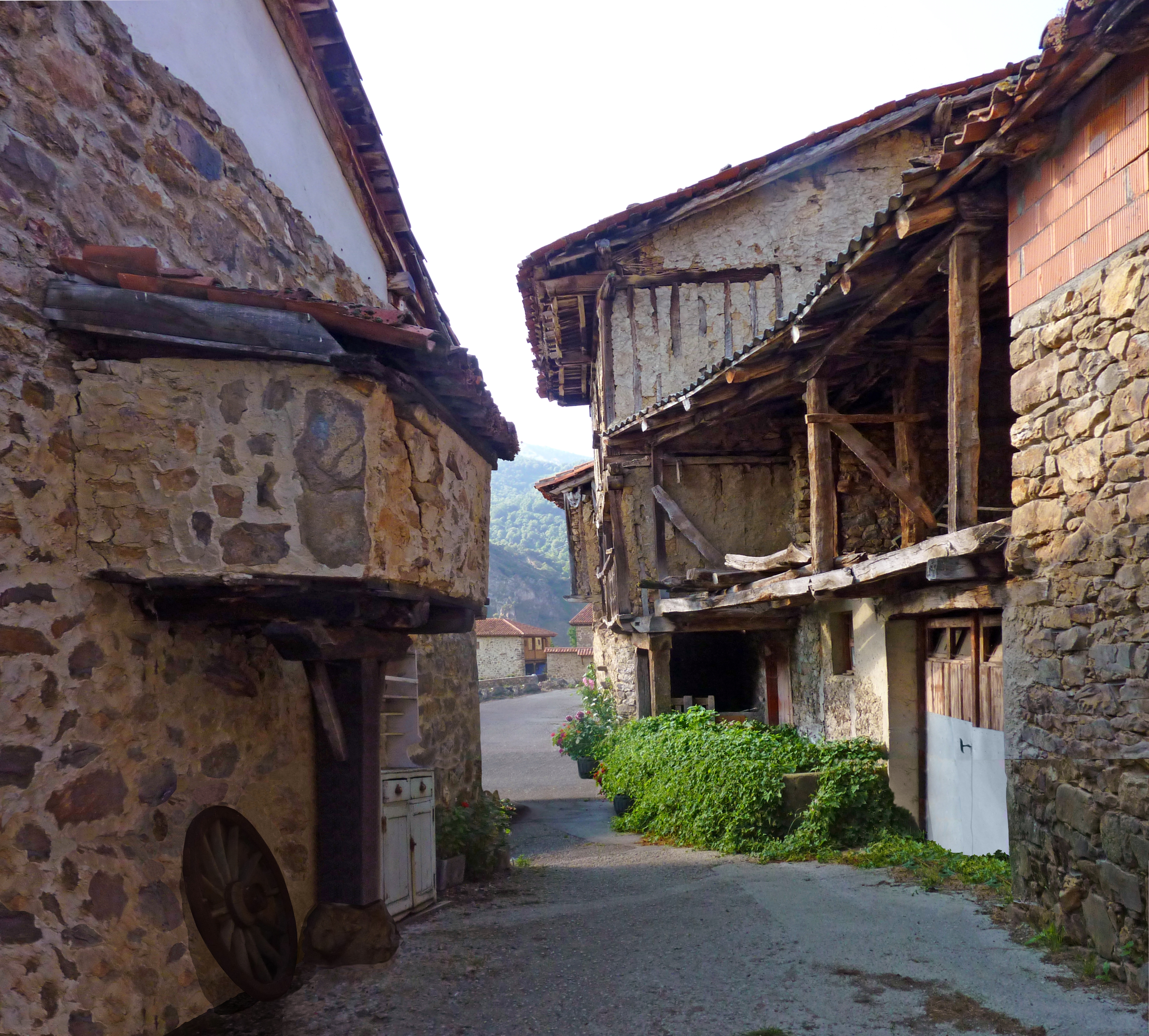
Mogrovejo - Four extérieur suspendu et soutenu par un système de poutre posée au sol.

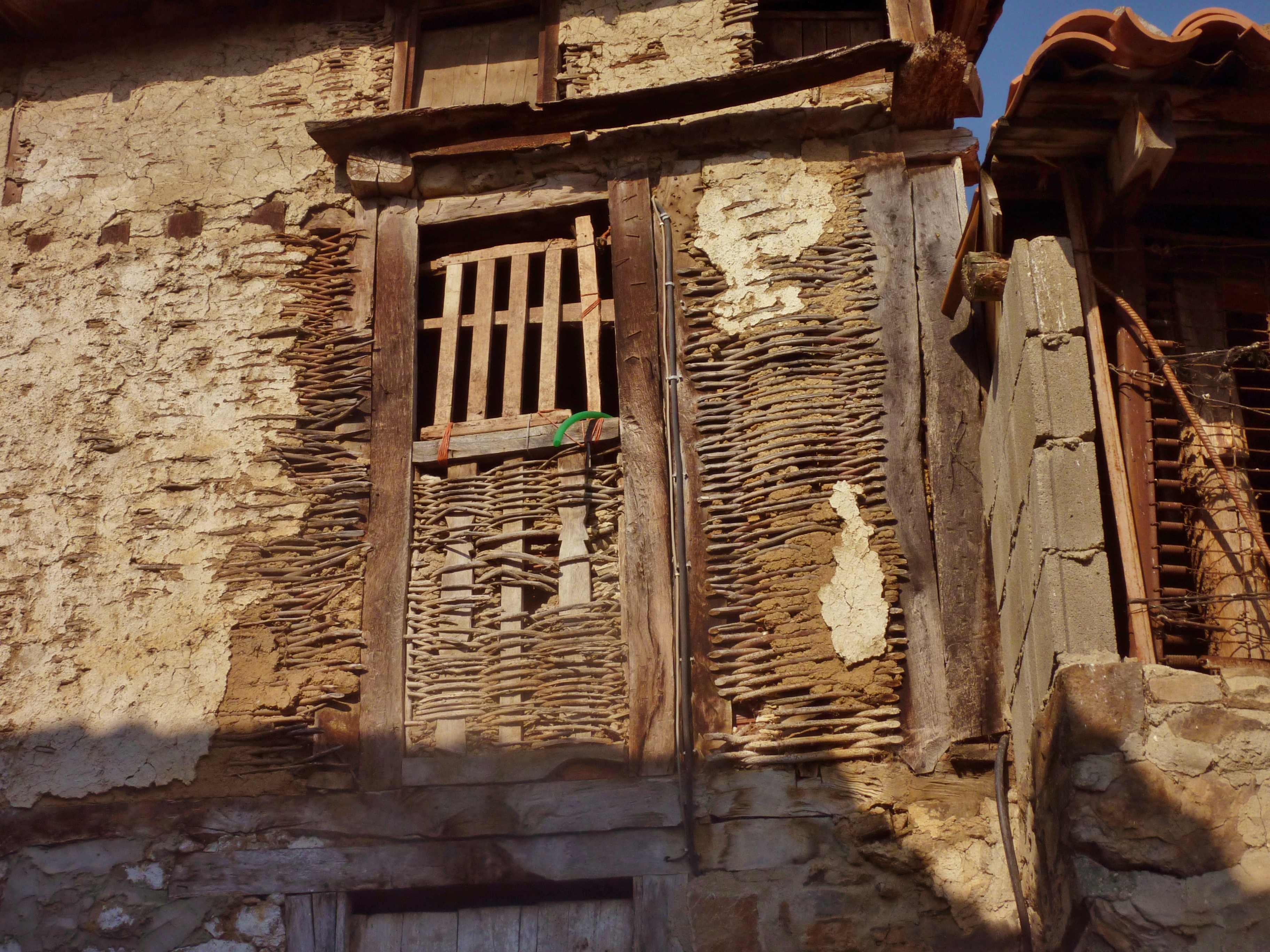
Mogrovejo - Détail de l'entrelacement de branches et du torchis pour la construction des murs des maisons.

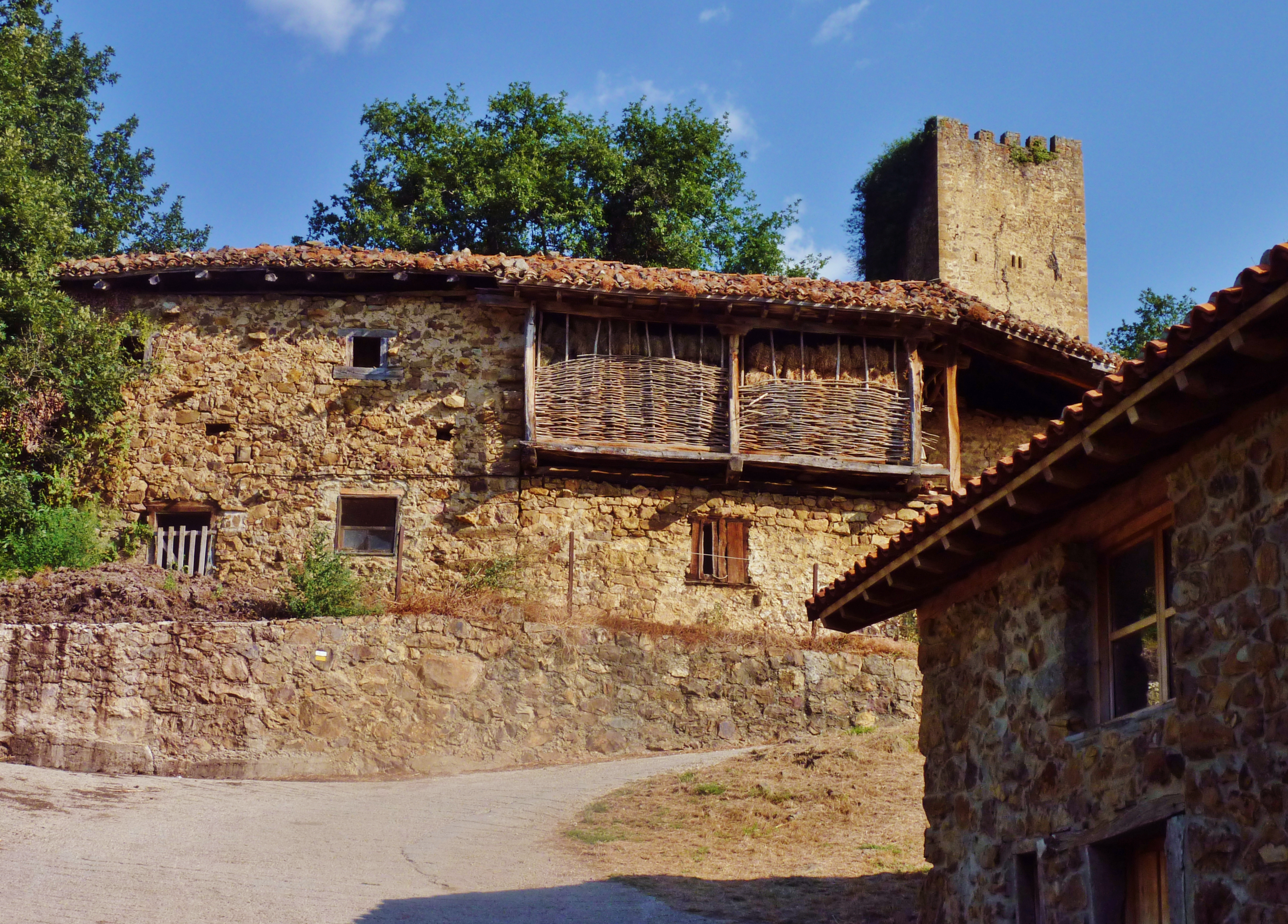
Mogrovejo - Grenier à paille, entrelacement de branches permettant le passage de l'air.

- Mogrovejo, un des villages les plus typiques de la comarque de Liébana, n'a que peu souffert des altérations du temps[5]. Les maisons populaires de Mongrovejo, qui servent à la fois d'habitations et de bâtisses agricoles, répondent à la typologie architecturale lebaniega (de la région de Liébana). Ce sont des maisons de pierre en petit appareil, dont une est décorée d'un balcon remarquable du XVIIIe siècle en ferronnerie et d'autres possèdent des encadrements de fenêtres en pierres de taille. Certains murs de maisons sont composés d'entrelacements de branchages renforcés avec du torchis de boue séchée. Certains entrelacements de branches de murs extérieurs restent sans torchis, formant ainsi une aération pour la pièce intérieure servant à stocker la paille. L'étage supérieur est parfois ouvert à l'extérieur avec l'accès au deuxième étage qui se fait par un escalier extérieur appelé patín (es) en espagnol, copié de la voisine architecture populaire asturienne. Les fours à pain sont habituels, dont la forme semi-circulaire déborde sur l'extérieur des édifices[7]. Ils sont parfois placés en hauteur et soutenus par un système de poutres posées au sol. Certaines maisons sont placées dans des parcelles encloses de hauts murs et munies d'entrées monumentales[7].

- La Casona de Vicente de Celis (maison) est décorée d'un blason d'Estrada[7] datant du XVIe siècle montrant les attributs de la famille Mogrovejo dans le premier quart.

- Un hórreo unique (grenier à grains traditionnel) témoigne de l'aspect agricole du village de Mogrovejo.

### Monuments

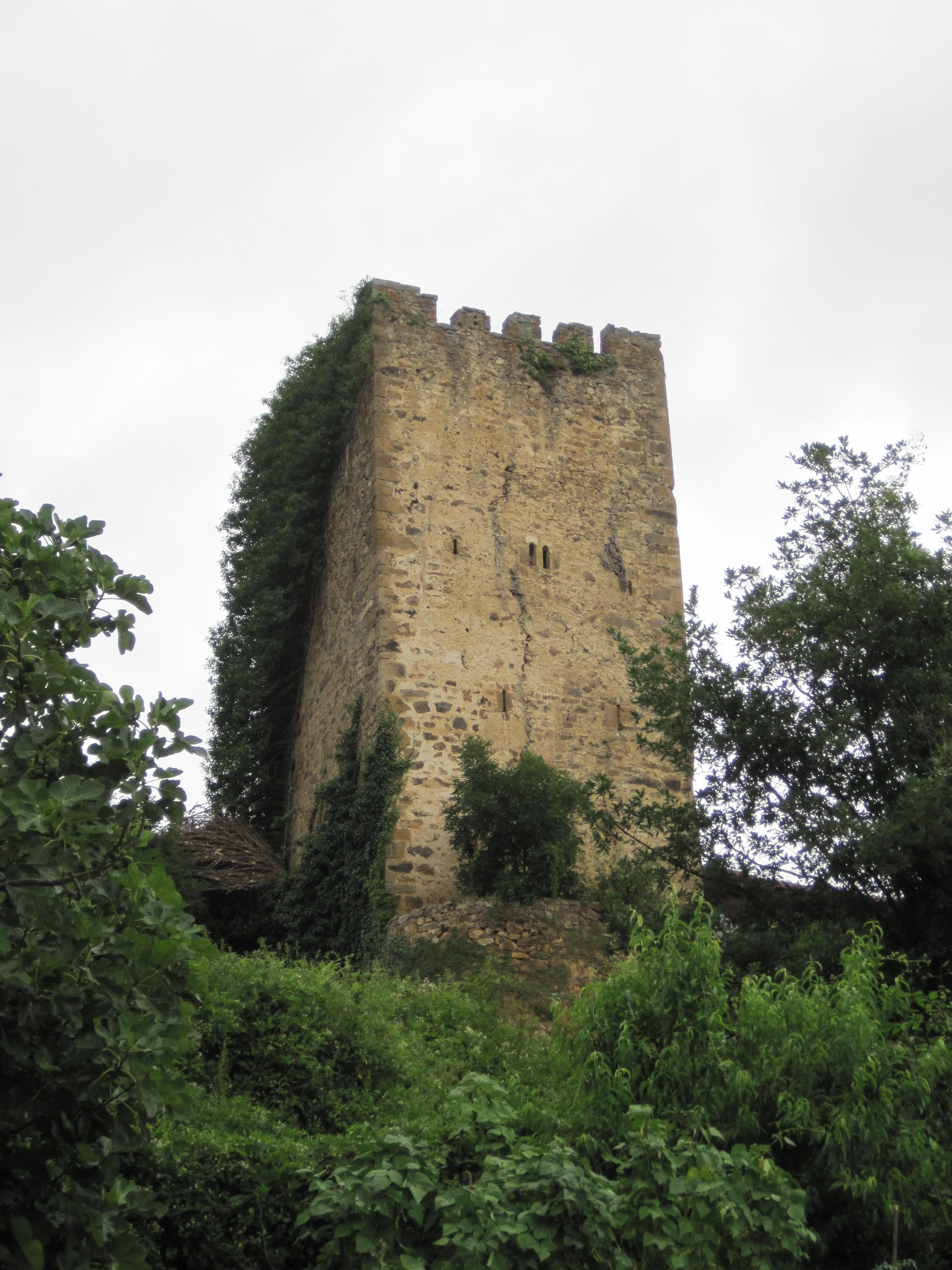
La tour de Mogrovejo.

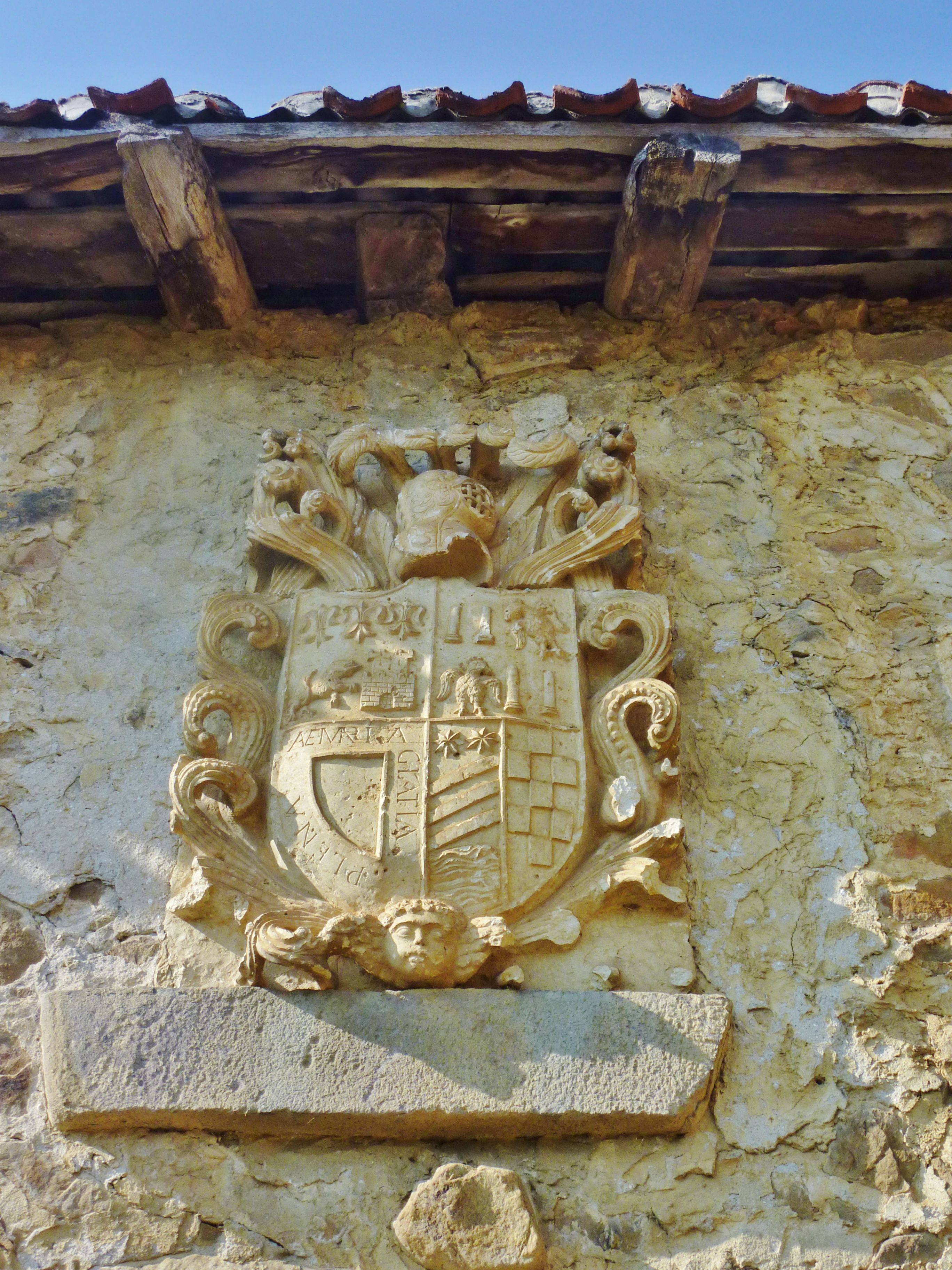
Mogrovejo - Blason de la Casona de Vicente de Celis. Le premier quart montre le blason des Comtes de Mogrovejo.

- La tour de Mogrovejo (es), également appelée Torre de Pedro Ruiz de Mogrovejo[5] : elle fut construite à la fin du XIIIe siècle à l'initiative de Pedro Ruiz de Mogrovejo, membre de la lignée des Comtes de Mogrovejo également appelés Seigneurs de Mogrovejo, qui en ont fait leur résidence. Elle est de plan quasiment carré, surmontée de créneaux, et d'une hauteur de 21 m. L'accès se fait par une étroite porte ouverte à la hauteur du premier étage. La tour compte deux baies géminées dans les parements sud et est, et conserve des contrevents, peut-être originaux, sur la façade méridionale. L'intérieur de la tour est actuellement creux, sans séparations. Elle est bordée de plusieurs édifices, certains en ruine. La demeure jouxtant la tour a été remodelée au XIXe siècle et conserve dans sa salle principale des portraits de quelques comtes de Mogrovejo. À cet édifice est adossée la chapelle familiale de plan carré datant des XVIIe siècle et XVIIIe siècle possédant un retable baroque du XVIIIe siècle. De cette demeure provient un monument funéraire gothique en bois représentant le gisant d'un homme et d'une femme, œuvre connue comme Les Comtes de Mogrovejo, du XVe siècle, conservée au Musée national de la sculpture de Valladolid[5]. La tour se trouve actuellement en état de conservation assez moyen.
La Tour de Mogrovejo est sous la protection de la Déclaración générique du Décret du 22 avril 1949, et la Loi 16/1985 sur le Patrimoine Historique Espagnol.

- L'église paroissiale de Nuestra Señora de la Asunción date du XVIIe siècle. Bien que largement restaurée, elle conserve au niveau du chevet des modillons inspirés du Moyen Âge tardif et de l'époque gothique. Elle comporte une seule nef, de construction postérieure au chœur, avec une chapelle ouverte. Celle-ci, qui était à l'origine sous le patronage de Saint Pélage, possède une inscription faisant référence à sa construction en 1646 sur ordre de Hernando Gutiérrez de Linares[8]et a été financée par la famille Linares. Les agrandissements de l'église ont été ordonnés par les Comtes de Mogrovejo, comme le prouve la présence de leur blason sur la porte d'entrée de l'église. On doit également aux Mogrovejo la fabrication du retable principal sur lequel apparaît à nouveau leur blason. De même, on pense que la Vierge qui préside le retable roman de la chapelle était la possession d'un autre membre de cette famille lebaniega. L'église possède également un autel baroque, un crucifix du XVIe siècle et un tableau appelé La Milagrosa (La Miraculeuse) de style gothique flamand du XVe siècle.

### Art
La Vierge de Mogrovejo de l'Église Nuestra Señora de la Asunción, datée de 1480-1500 environ, ne se trouvait pas à l'origine dans le retable de l'église mais devait faire partie d'un calvaire. Réalisée en bois de pin, elle répond à une série de caractérístiques propres à l'art flamand, comme le front bombé, le nez fin et allongé, les yeux bridés et les paupières marquées. La Vierge est représentée en position debout, ses longs doigts fins entrelacés, dirigeant son regard vers le sol. Elle est vêtue d'amples habits, eux aussi caractéristiques de l'art flamand et sa tête est couverte d'un voile.
Dans cette Vierge, certains éléments (le corsage fermé à base de cordons, le détail du décolleté ou l'entrecroisement des mains) sont à mettre en relation avec une Vierge des Douleurs, datant elle aussi de 1480 environ, réalisée à Utrecht par le maître du retable de la Passion de Pfalzel. C'est pourquoi il est possible que la Vierge de Mogrovejo ait été réalisée par un des ateliers actifs à cette époque à Bruxelles, ou plus probablement à Utrecht. On peut se poser la question de savoir comment cette pièce a pu arriver jusqu'à un lieu aussi reculé que Mogrovejo. Il faut écarter l'idée qu'un artiste flamand soit venu travailler à Mogrovejo, ou que l'œuvre soit arrivée grâce à une relation dynastique ou politique, deux des voies les plus communes qui expliquent la présence d'œuvres flamandes en Espagne. Par conséquent, la Vierge a pu arriver là grâce au commerce, fréquent depuis le Moyen Âge entre les ports flamands de Bruges, Malines, Bruxelles ou Anvers et des villes espagnoles nord péninsulaires comme Laredo, Santander, Bilbao ou Saint-Sébastien, ou a pu être achetée dans une foire castillane. Les marchandises d'art étaient transportées à dos de mule de la côte cantabrique jusqu'à la Castille pour être vendues aux membres de la cour, aux nobles, aux monastères, aux églises. À cette époque, seule une famille fortunée comme les Mogrovejo pouvait acquérir une telle pièce de valeur. Il s'agissait d'une famille cultivée, habituée aux acquisitions d'œuvres d'art et à l'utilisation de l'art comme moyen d'exaltation de la lignée. Ce à quoi il faut ajouter qu'au milieu du XVe siècle, un de ses membres étudiait à l'Université de Salamanque, raison pour laquelle, malgré l'éloignement avec les foyers artistiques de référence, les Mogrovejo eurent l'opportunité d'être en contact avec ceux-ci et, par conséquent, de connaître les principaux courants artistiques du moment.
La Vierge a été récemment restaurée par Jesús Mendiola Puig y Emma Zahonero Moreno, qui ont procédé à la suppression de couches de peinture et de vernis qui l'avaient recouvert au XIXe siècle.

### Musée
- Museo de la Escuela (Musée de l'École) situé en haut du village, juste en dessous de la Tour de Mogrovejo.

## Galerie

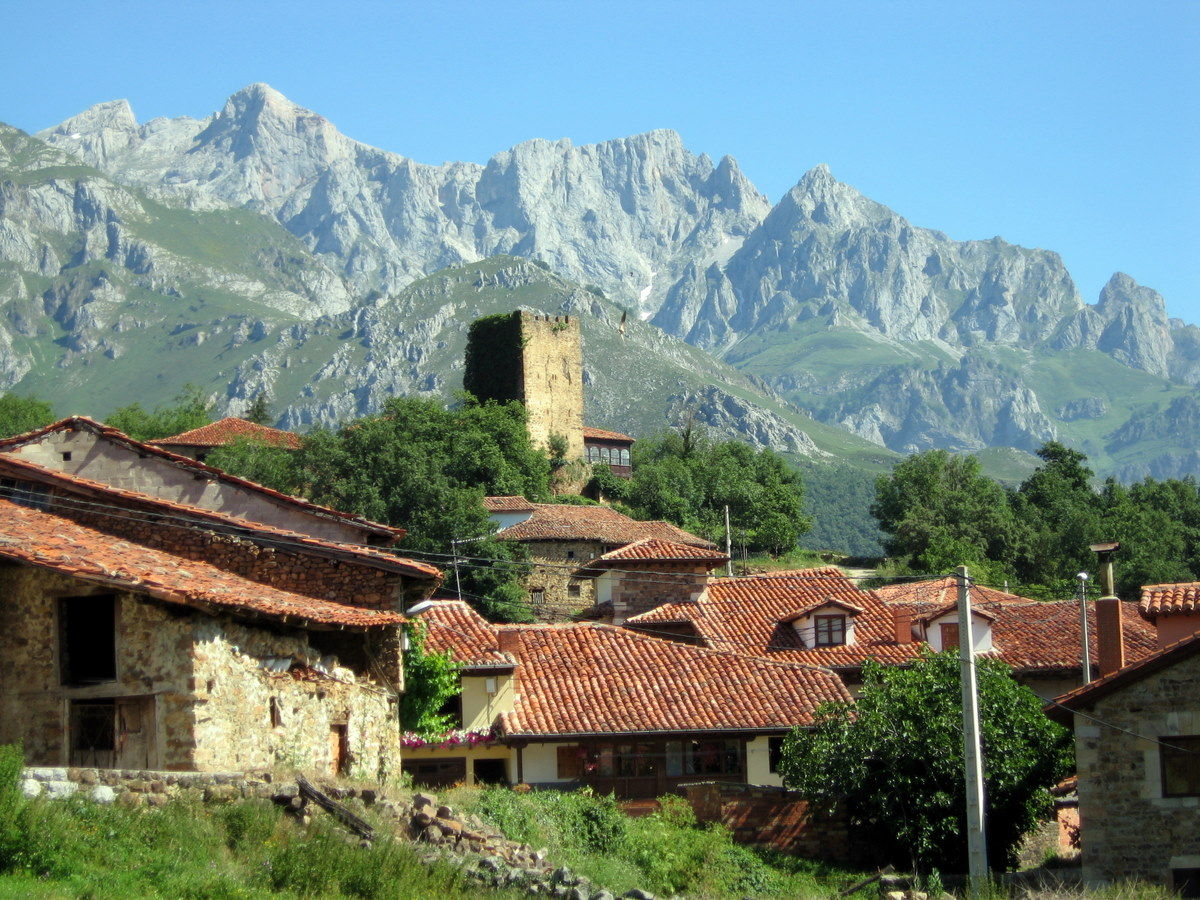
Mogrovejo et le massif d'Ándara.
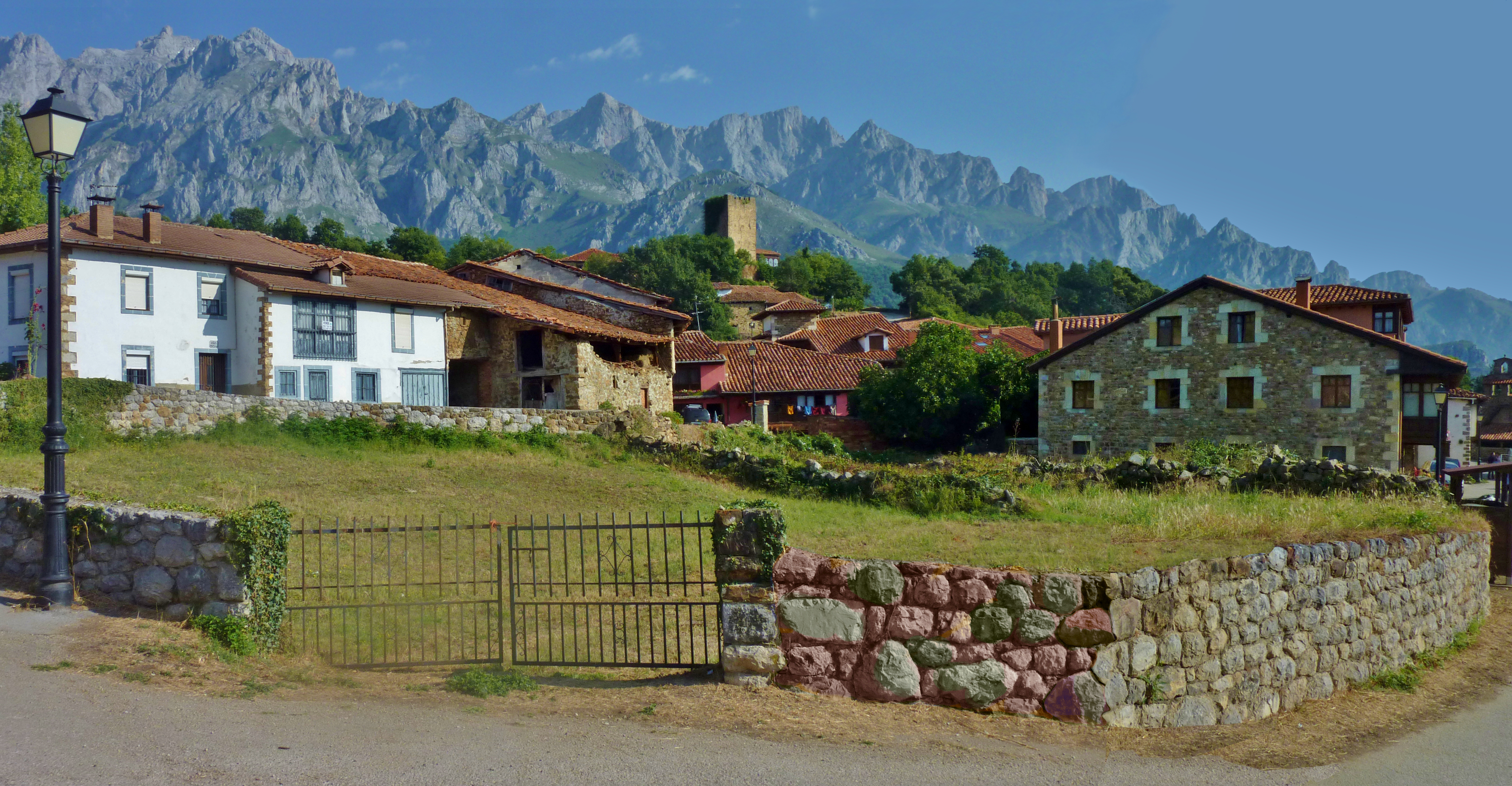
Mogrovejo - Vue globale sur le village, la Tour de Mogrovejo et le Massif d'Ándara.
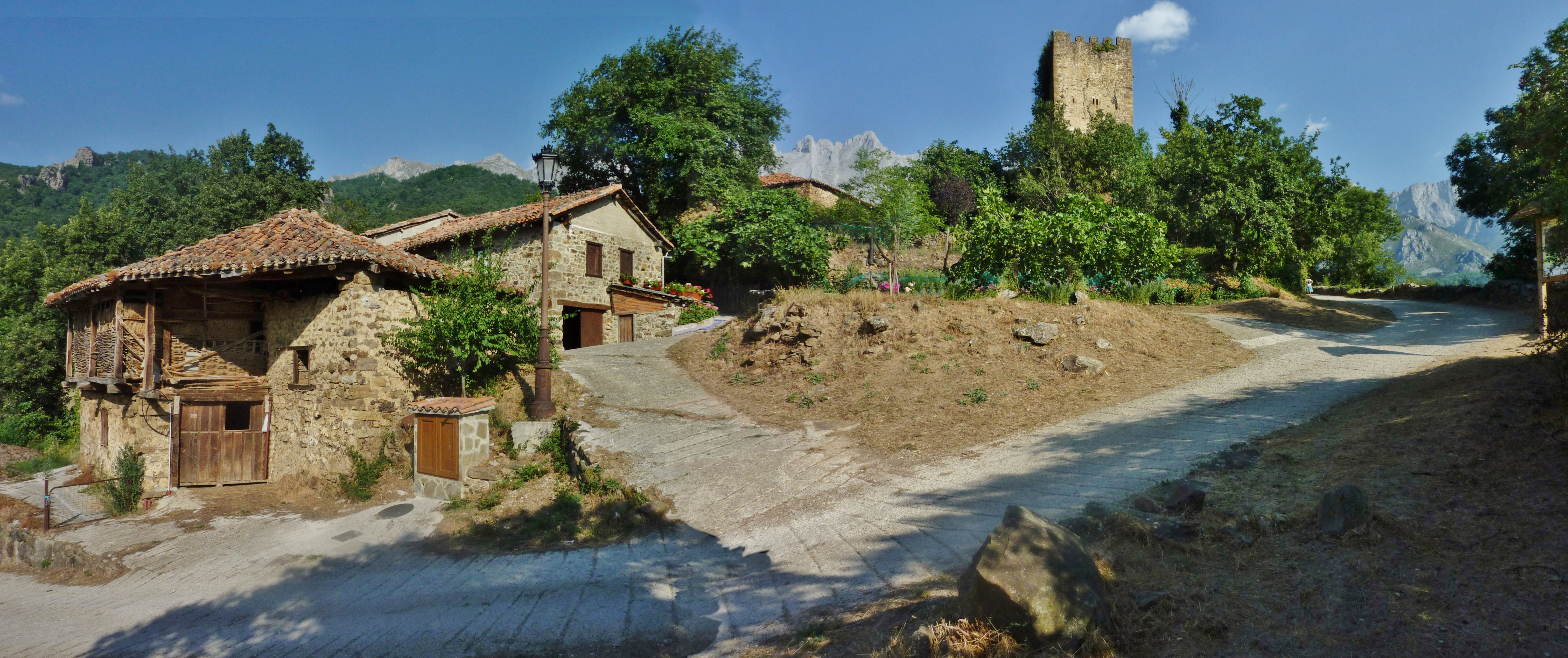
Mogrovejo - Partie haute et la Tour de Mogrovejo.
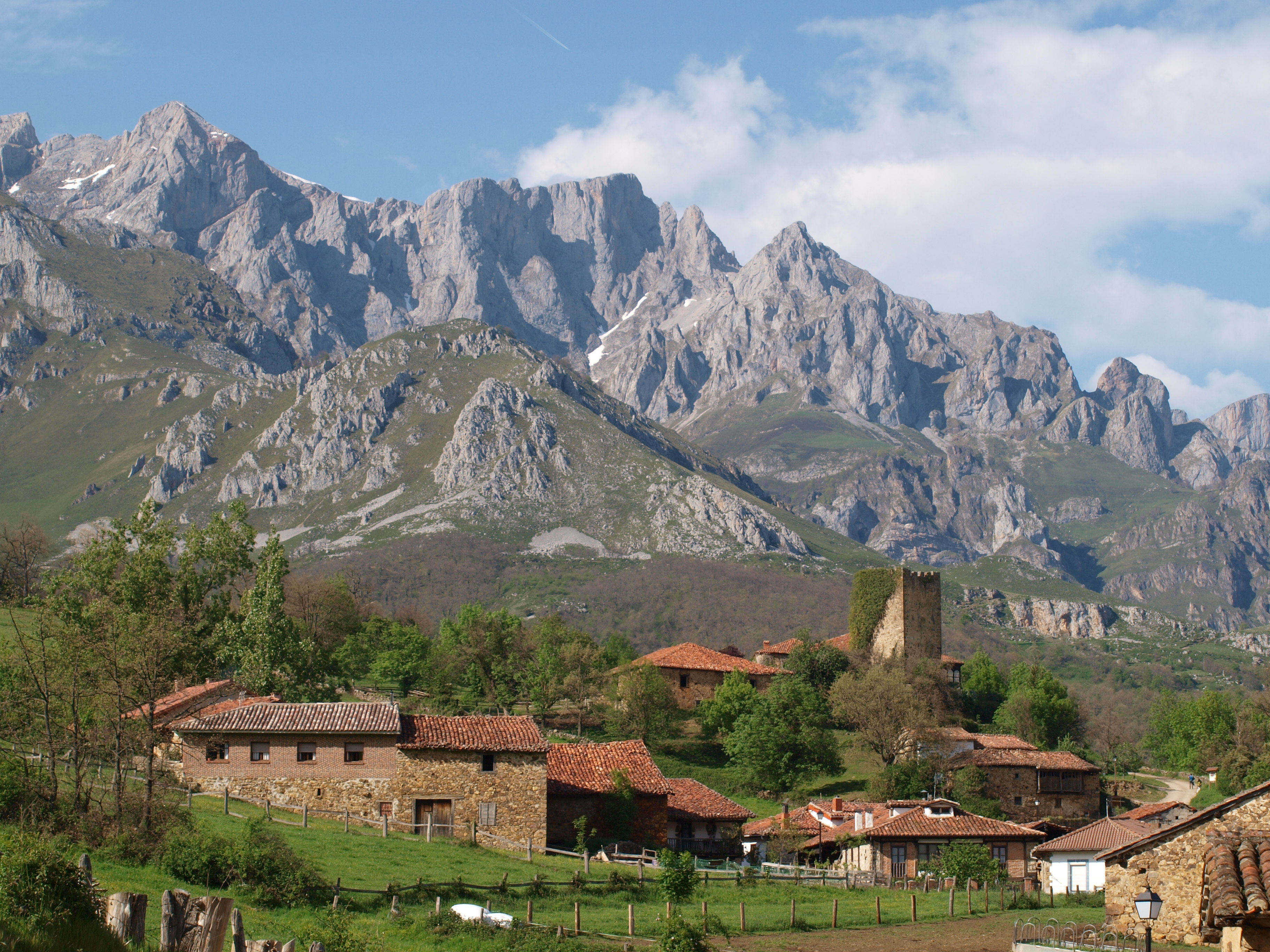
Vue générale de Mogrovejo au pied du Massif d'Ándara.
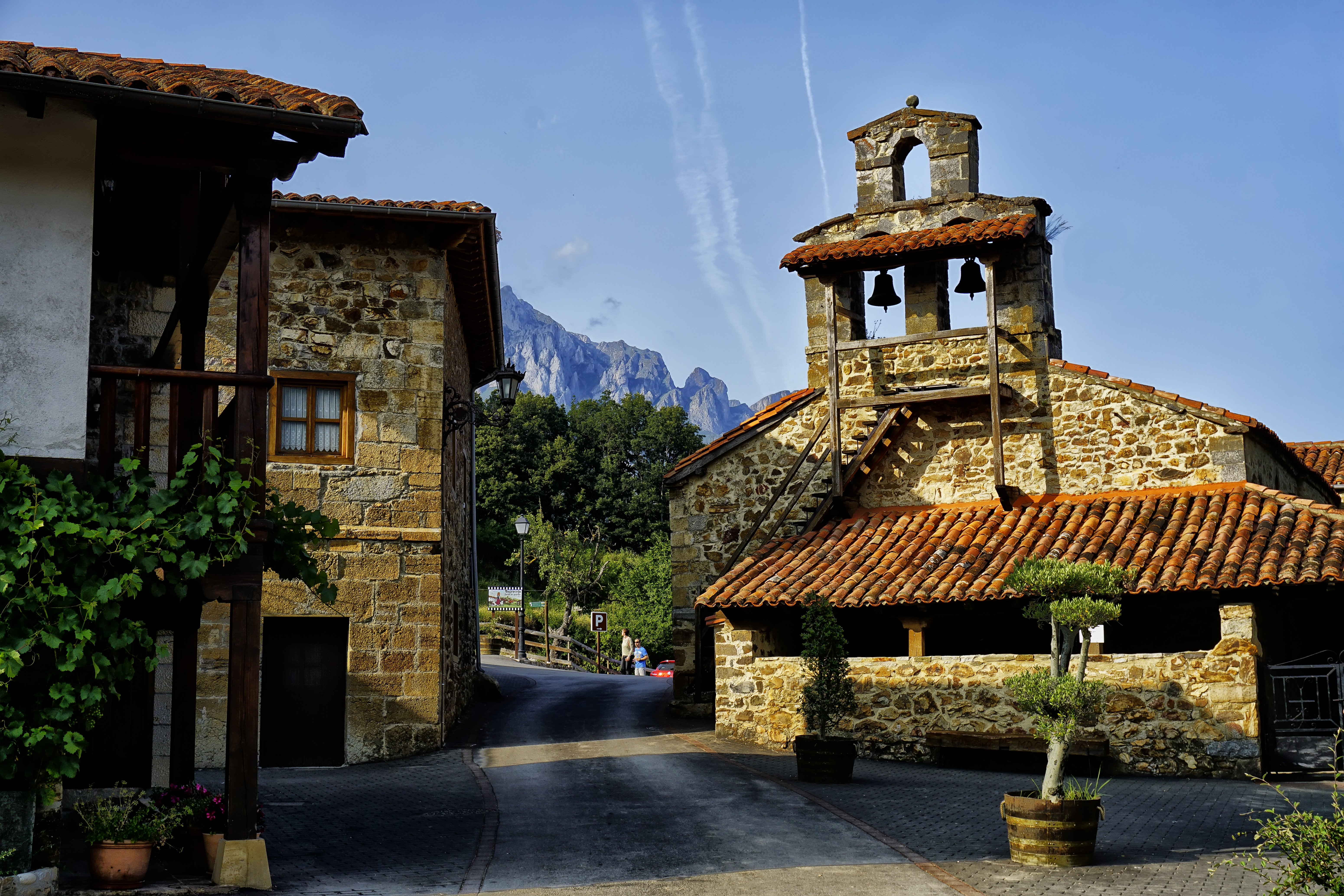
Église Nuestra Señora de la Asunción.

## Classification
L'ensemble urbain de Mogrovejo est classé Bien d'intérêt culturel dans la catégorie Ensemble historique depuis le 29 mars 1985 sous la référence RI-53-0000331.

## Personnalités

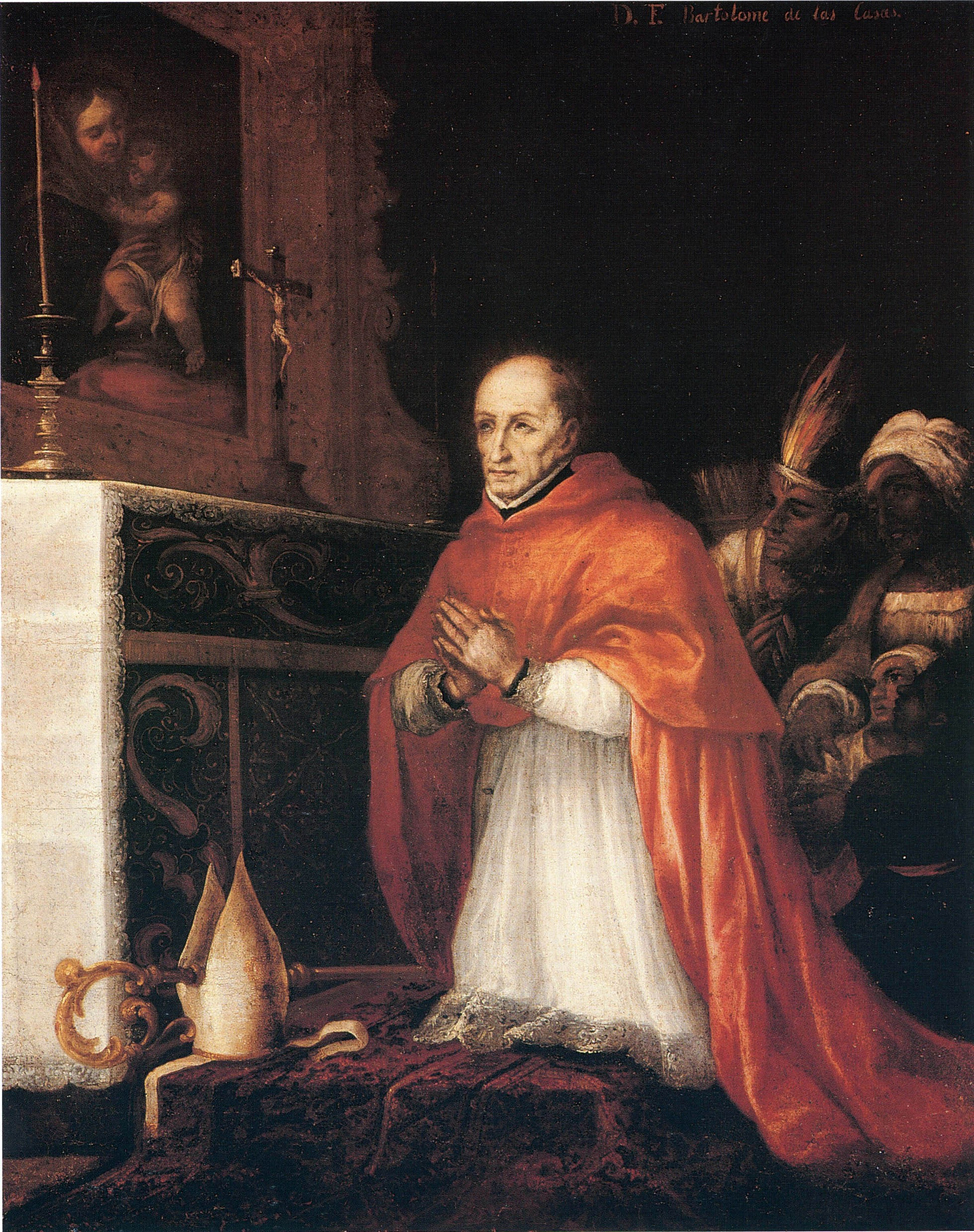
Santo Toribio de Mogrovejo.

- La famille Mogrovejo est une longue lignée de nobles dont le fief d'origine est la localité de Mogrovejo, et qui a donné de nombreuses personnalités[3],[11] liées à la comarque de Liébana, à Valladolid et au Pérou grâce à certains de ses membres qui ont participé à la colonisation de l'Amérique du Sud[12] :
  - le Seigneur de Mogrovejo (VIIIe siècle), le plus ancien seigneur de Mogrovejo connu, porte-étandard de Pélage le Conquérant qui participa à la Bataille de Covadonga, point de départ de la Reconquista contre les arabes dans la Péninsule ibérique ;
  - Pedro Ruiz de Mogrovejo (né vers 1250), le Comte de Mogrovejo à l'origine de la construction du château de Mogrovejo ;
  - Juan de Mogrovejo (oncle de Santo Toribio de Mogrovejo), un chanoine doctoral[13] dont le sépulcre se trouve dans la Nouvelle cathédrale de Salamanque ;
  - Juan Mogrovejo de Quiñones (es) (1503-1536), un des premiers conquistadors du Pérou, commandeur du Roi d'Espagne, fonctionnaire colonial et maire ordinaire de Lima ;
  - saint Toribio de Mogrovejo (1538-1606), archevêque de Lima et défenseur des populations autochtones du Pérou.